# Sergi Bonacase
Sergi Bonacase (Oms 1924 - 1977) va ser un pintor nord-català.

## Biografia
Estudià a les acadèmies d'André Lhote i de Fernand Léger i, al Brasil, amb Candido Portinari (1948-50). Després de viatjar pel Brasil es reclogué en un poble de la Vauclusa i allí abandonà la pintura figurativa per dedicar-se a l'abstracta, de factura lineal i evocadora de moviment. En aquest sentit, és considerat "un des rares représentants de la peinture abstraite dans notre département pendant les années 1950". Posteriorment (1966) s'establí a Ceret, al caliu de la important comunitat pictòrica que hi residia.